# Administració de les existències
L'administració de les existències és un registre sistematitzat de tots els moviments de les existències necessaris per realitzar una bona gestió d'aprovisionament en una empresa. Per a aquest registre utilitza un document que es diu fitxa de control d'existències. Es registren individualment tots els productes que entren al magatzem com els que surten.
Aquest document ens dona la següent informació:
1. Ens descriu i fa un registre cronològic dels moviments que hi ha en les existències.Registrant qui ha estat el seu proveïdor i a qui les hem venut.
2. Ens informa en cada moment del nivell d'existències que tenim al magatzem
3. amb aquest document podem saber quin és el criteri de valoració utilitzat: FIFO,[1] PMP, LIFO

La fitxa de control ajudarà a l'empresari a decidir quan ha de començar a fer el procés d'aprovisionament, segons les seves necessitats.